# کوکوتنیکا
کوکوتنیکا (به صربی: Kukutnica) یک کوه در صربستان است که در Western Serbia واقع شده‌است. کوکوتنیکا ۱٬۳۸۲ متر بالاتر از سطح دریا واقع شده‌است.